# Geranium tracyi
Geranium tracyi là một loài thực vật có hoa trong họ Mỏ hạc. Loài này được Sandwith mô tả khoa học đầu tiên năm 1942.